# Coqueza

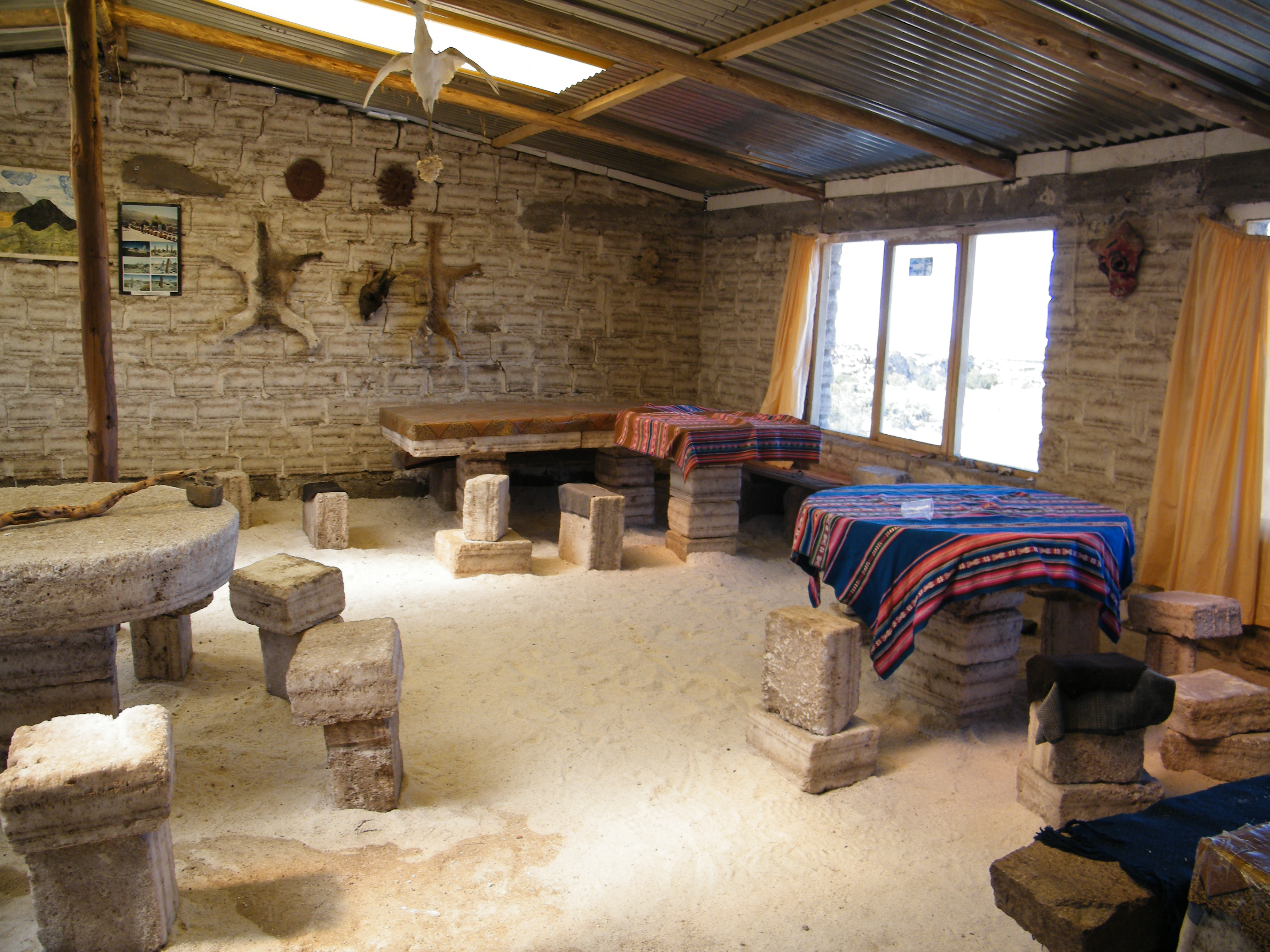
Alojamiento para turistas construido con bloques de sal extraídos del Salar de Uyuni

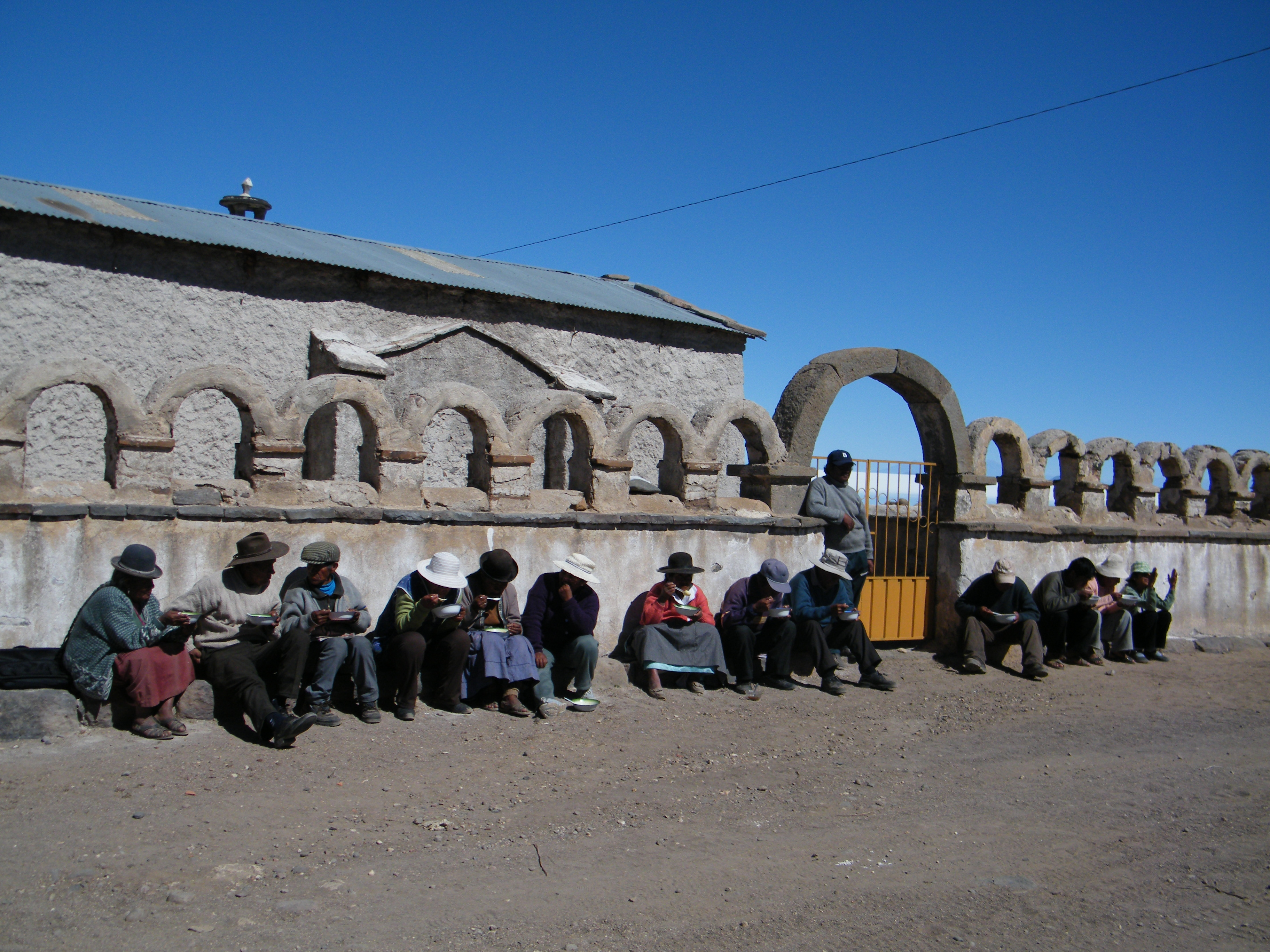
Moradores de Coqueza

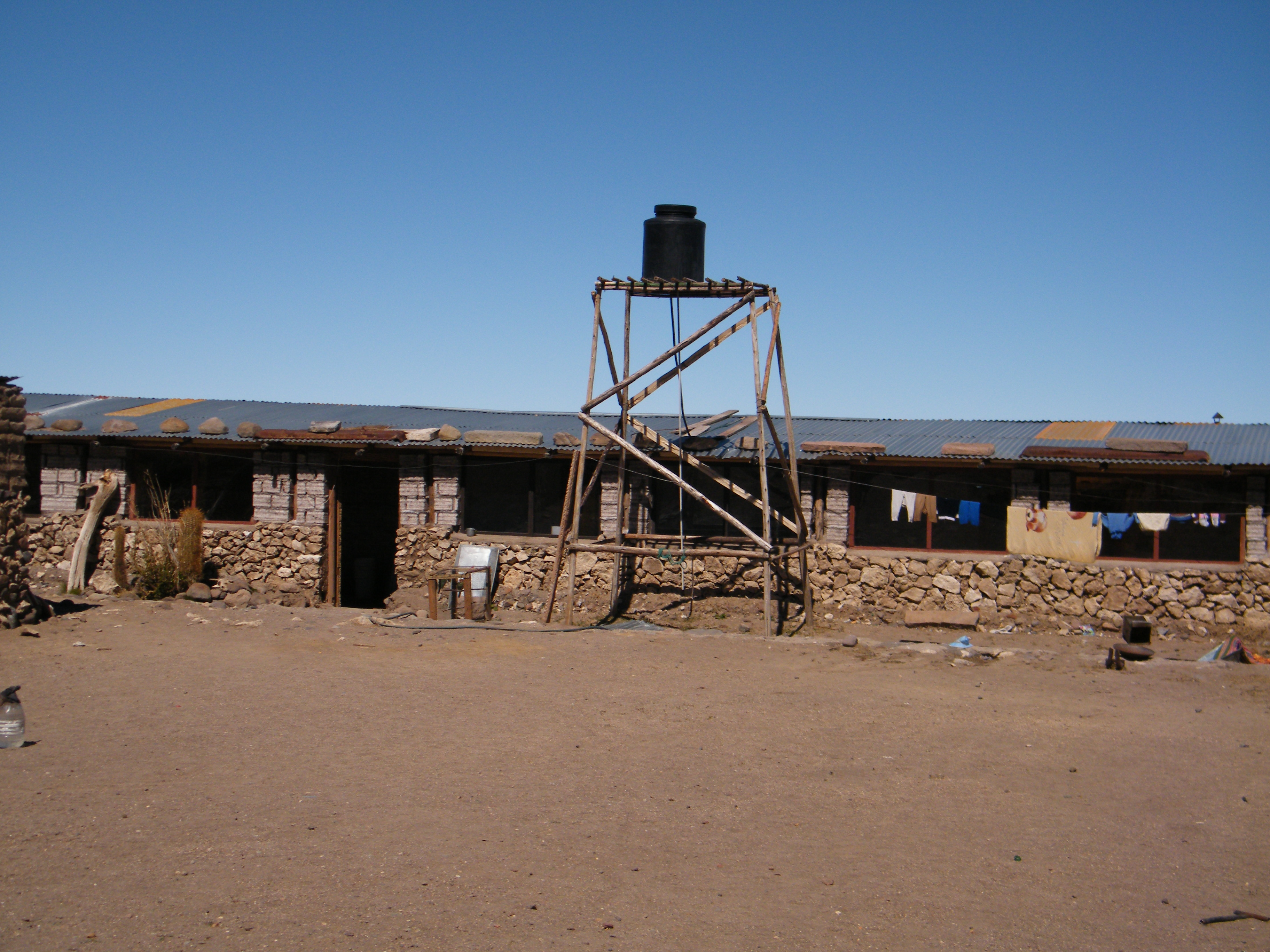
Vivienda típica de Coqueza, parcialmente construida con bloques de sal extrauidos del Salar de Uyuni

Coqueza es una localidad que se encuentra en el municipio de Tahua, del sudoeste de Bolivia, ubicado de la provincia de Daniel Campos, en el departamento de Potosí. Se encuentra a aproximadamente 200 km al oeste de la capital departamental, la ciudad de Potosí, y a 90 km de Uyuni a través del Salar del mismo nombre.

## Localización
La localidad de Coqueza se encuentra ubicada a una altitud de 3.689 m s. n. m. Los límites de la comunidad son:
- Al norte con la comunidad de Alianza, del departamento de Oruro
- Al este con la comunidad de Ayque, municipio de Tahua, Provincia Daniel Campos del Departamento de Potosí.
- Al sur con el salar de Uyuni de la Provincia Daniel Campos del Departamento de Potosí.
- Al oeste con comunidad de Chantani del municipio de Tahua.

La localidad de Coqueza está vinculada con la ciudad de Oruro mediante un camino asfaltado entre Oruro – Huari, luego un terraplén de tierra desde Huari – Tahua - Coqueza y un tramo salino entre Uyuni - Coqueza.

## Demografía
Según los registros de la comunidad existen 17 familias y un total de 61 habitantes (mayo de 2011).
Del total de la población de Coqueza el 54% son hombres y un 46% son mujeres. El 11% de la población es menor de 5 años.

## Actividades económicas
Las actividades económicas de la población son: el servicio turístico bajo una asociación comunal que tiene respaldo legal. En segundo lugar, la agricultura con el cultivo de la quinua (400 hectáreas al año de cultivo en total).
Por las características ecológicas de la región, el cultivo de quinua (Quinua Real) es el de mayor importancia, con una media de producción de 20 quintales por hectárea. La producción de quinua se ha convertido en un importante negocio agrícola, habiéndose generado en los últimos años un crecimiento importante de la demanda de estos productos, siendo aproximadamente un 50% destinado a la venta y el restante para consumo propio y trueque en semilla.
La ganadería es otra actividad significativa, contándose con una media de 35 cabezas de llamas por familia.El turismo también es una actividad importante en la localidad, debido a su ubicación a los pies del Volcán Tunupa y al frente del salar de Uyuni. Subiendo la ladera del Tunupa se encuentra una cueva con las Momias de Coqueza, que consiste en 5 cuerpos bien conservados de los años 1200.

## Aspectos culturales
La religión que prevalece es la católica, seguida de la "cristiana", en agrupaciones independientes. La cultura tradicional imperante tiene fuertes raíces ancestrales,  respeto a la madre tierra (Pachamama) y otros ritos que permanecen en la memoria colectiva. Es así que las fiestas patronales, ligadas a los santos y a los hechos vitales de una cultura agraria como la fertilidad, se expresan en la exaltación que se hace al Santo Patrono de San Antonio celebrada el 13 de junio, Corpus Cristi, Todos los Santos y Carnaval, sin dejar de celebrar el aniversario de la provincia, la Navidad y Año Nuevo.
Los idiomas predominantes son el aimara y español.